# Jerzy (książę Kentu)
Jerzy, książę Kentu, właś. ang. Prince George, Duke of Kent, Jerzy Edward Aleksander Edmund (ur. 20 grudnia 1902 w Sandringham, zm. 25 sierpnia 1942 na stoku góry Morven) – książę Zjednoczonego Królestwa, książę Kentu, członek brytyjskiej rodziny królewskiej. Czwarty syn, a piąte dziecko króla Jerzego V i królowej Marii.
Absolwent Eton. W latach 1919–1929 służył w Royal Navy.
Żonaty (od 1934) z Mariną, księżniczką grecką. Ojciec trojga dzieci: Edwarda (ur. 9 października 1935), Aleksandry (ur. 25 grudnia 1936) i Michała (ur. 4 lipca 1942).
25 sierpnia 1942 zginął w katastrofie samolotu RAF Short Sunderland na stoku góry Morven w Szkocji w drodze na Islandię.

## Galeria

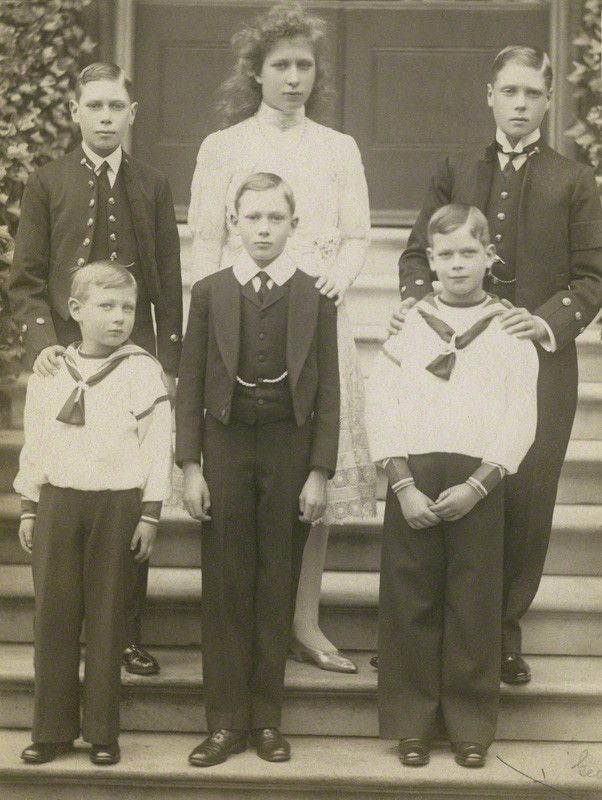
książę George (na dole, pierwszy od prawej)
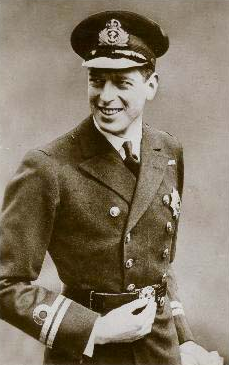
książę George w mundurze Royal Navy
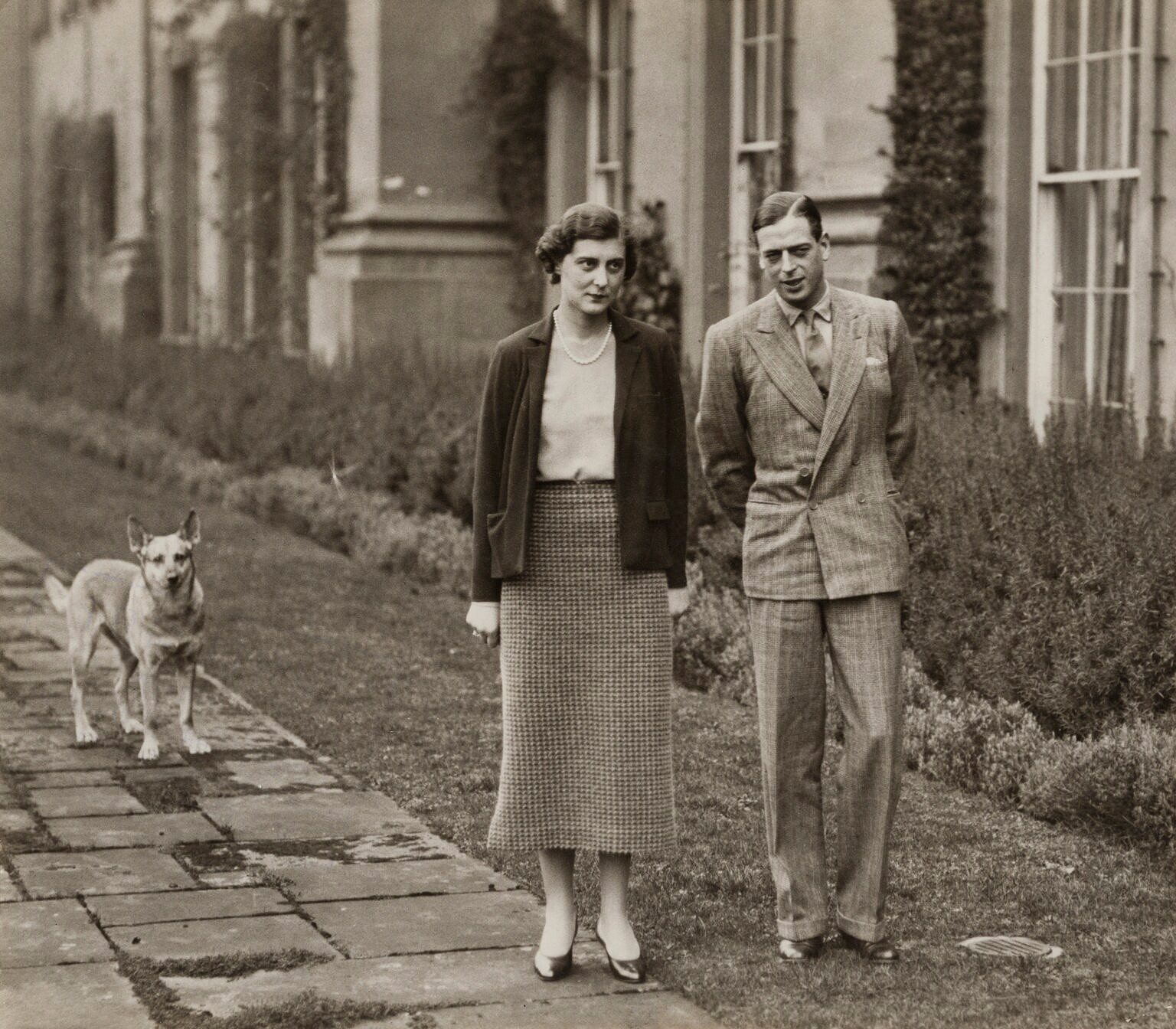
Książę Kentu z żoną (1934)